# Spytihněv Ier de Bohême
Spytihněv Ier, né vers 875 et mort en 915, est le second duc de Bohême issu de la dynastie des Přemyslides, régnant de 894 jusqu'à sa mort.

## Biographie
Spytihněv est le fils aîné du duc Bořivoj Ier de Bohême, le premier souverain chrétien de Bohême, et de son épouse sainte Ludmila. À la mort de son père vers 889, Spytihněv est encore un enfant et le duché revint sous la juridiction du prince Svatopluk Ier, seigneur de la Grande-Moravie. Spytihněv profite de l’anarchie qui suit la mort de son suzerain en 894 pour prendre le pouvoir et succéder son père. 
Peu après, la Bohême se détache de la Grande-Moravie et se rapproche de la Francie orientale, et tout particulièrement de la Bavière voisine. Selon les Annales de Fulda, Spytihněv participe avec Viteslav représentant la dynastie des Slavnikides en Bohême orientale à la diète de Ratisbonne en juillet 895 et preta serment de fidélité au roi franc Arnulf. En même temps, il soumet l'Église de Prague au diocèse de Ratisbonne. En 900, les armées de Bohême et de Bavière menaient une campagne contre les forces du prince Mojmír II,  fils de Svatopluk Ier ; enfin, un accord a été conclu au cours de l'année suivante.
Après le décès d'Arnulf en 899, les Hongrois sous leur grand-prince Árpád menacent la frontière orientale du pays ; néanmoins, les forces de Spytihněv ont été en mesure de garder des envahisseurs à distance, même après que les Magyars écrasèrent la Grande Moravie et mettent les forces de Léopold de Bavière en déroute dans la bataille de Presbourg en 907. Il profite au contraire des difficultés du roi Conrad Ier de Germanie, notamment avec les nobles lotharingiens menés par le comte Régnier de Hainaut, pour refuser de payer le tribut. Pendant son règne, les Přemyslides ont su s'imposer comme la famille dominante en Bohême centrale. 
Un homme pieux comme son père, Spytihněv propage le christianisme. L'église Notre-Dame (cs) au château de Prague édifiée par son père Bořivoj Ier de Bohême reçoit son tombeau et celui de son épouse. Son successeur, selon la règle du séniorat en vigueur dans la dynastie, est son frère cadet Vratislav, père du saint patron de la République tchèque, Venceslas Ier.

## Sources
- Francis Dvornik, Les Slaves histoire, civilisation de l'Antiquité aux débuts de l'Époque contemporaine, Paris, éditions du Seuil, 1970, 1196 p.
- Jörg K. Hoensch et Françoise Laroche (traduction), Histoire de la Bohême, Paris, Éditions Payot, 1995 (ISBN 2228889229), p. 37,39-40.
- Pavel Bělina, Petr Čornej et Jiří Pokorný, Histoire des Pays tchèques, Coll. « Points Histoire », Éditions du Seuil, Paris (1995) (ISBN 2020208105).
- (en) Nora Berend, Przemyslaw Urbanczyk et Przemislaw Wiszewski, Central Europa in the High Middle Ages. Bohemia-Hungary and Poland c.900-c.1300, Cambridge, Cambridge University Press, 2013, 546 p. (ISBN 978-0-521-78695-9), p. 85, 113, 343, 374.